# Epinephelus polystigma
Epinephelus polystigma es una especie de peces de la familia Serranidae en el orden de los Perciformes.

## Morfología
Los machos pueden llegar alcanzar los 38 cm de longitud total.

## Distribución geográfica
Se encuentran en Indonesia, Filipinas, Papúa Nueva Guinea e islas Salomón.